# Westbury (Tasmanien)
Westbury ist eine Kleinstadt im zentral-nördlichen Teil des australischen Bundesstaates Tasmanien, etwa 30 km westlich von Launceston am Bass Highway. Die Einwohnerzahl lag 2016 bei 1.473. Westbury ist Teil des Verwaltungsbezirks Meander Valley Council.
Der Ort wurde 1828 durch die Van Diemen’s Land Company gegründet und sollte als Tor für den Nordwesten dienen. Diese Funktion wurde aber später durch das einige Kilometer westlich gelegene Deloraine (Tasmanien) übernommen.
Sehenswürdigkeiten in Westbury sind das White House aus dem Jahr 1941 und das Labyrinth Westbury Maze.
Seit 2002 führt der Bass Highway nicht mehr durch Westbury hindurch, sondern über eine Umgehung an dem Ort vorbei.
Der Name leitet sich von dem Ort Westbury in Wiltshire, England ab. 